# 鈎治雄
鈎 治雄（まがり はるお、1951年 - ）は、心理学者、創価大学教育学部教育学科・同大学院文学研究科教育学専攻臨床心理学教授。
大阪生まれ。1974年、大阪教育大学教育学部卒、1976年、同大学院教育学研究科修士課程修了。1978年、追手門学院小学校教諭、追手門学院大学教育研究所員を経て、1987年、創価大学通信教育部講師、1989年、助教授、1992年、教育学部助教授、1993年、教授。日本特別活動学会副会長、常任理事。東洋哲学研究所委嘱研究員。

## 著書
- 『親と子の心のふれあい』第三文明社 灯台ブックス　1996年
- 『教育環境としての教師 教師の認知・子どもの認知』北大路書房 1997年
- 『楽観主義は自分を変える 長所を伸ばす心理学』第三文明社 2006年
- 『お母さんにエール!楽観主義の子育て』第三文明社 2010年
- 『楽観主義は元気の秘訣』第三文明社 2013年
- 『人づきあいが楽しくなる心理学』第三文明社 2015年

### 共編著
- 『人間行動の心理学』吉川成司共著 北大路書房 1990年
- 『心の教育とカウンセリング・マインド』中野目直明,池島徳大共編著 東洋館出版社 教師のための生徒指導 1999年
- 『特別活動の実践をどう創るか 対談・中学校新教育課程』森嶋昭伸共著 明治図書出版 1999年
- 『変貌する学校教育と教師』中野目直明,池島徳大共編著 東洋館出版社 教師のための生徒指導 1999年
- 『子どもの育成と社会』寺島建一,柴田博文,和田光一共著 八千代出版 2000年
- 『はじめて学ぶ教育心理学』吉川成司,関田一彦共編著 ミネルヴァ書房 2010年
- 『子どもと大人のための臨床心理学』山口勝己,久野晶子,高橋早苗, 李和貞共編著 北大路書房 2012年

## 論文
- Cinii